# Pont d'Athis-Mons
De Pont d'Athis-Mons is een spoorwegviaduct dat het mogelijk maakt voor de spoorlijn Villeneuve-Saint-Georges - Montargis de Seine over te steken tussen Vigneux-sur-Seine en Athis-Mons, en ligt aan kilometerpaal 18,860, tussen de stations Vigneux-sur-Seine en Juvisy.
De Pont d'Athis-Mons werd in 1863 in gebruik genomen toen de verbinding van Villeneuve-Saint-Georges naar Juvisy werd aangelegd, waardoor de Compagnie des chemins de fer de Paris à Lyon et à la Méditerranée (PLM) vanuit Parijs de lijn van Juvisy naar Corbeil kon exploiteren die het net had overgenomen. Tijdens de Frans-Duitse Oorlog werd het bouwwerk in 1870 verwoest en vervolgens herbouwd in 1872. In mei 1907 verdubbelde de PLM de capaciteit van de brug met een nieuwe constructie, na de verbreding van het tracé van twee naar vier sporen tussen de stations van Villeneuve-Saint-Georges en Juvisy. In juni 1940 werd een overspanning opgeblazen, maar de grootste schade werd aangericht door de bombardementen van mei en juni 1944. Bij de bevrijding werden twee van de vijf overspanningen verwoest en de andere gedeeltelijk beschadigd. De brug werd in november 1944 opnieuw opgericht in een tijdelijke vorm in een breedte voor twee sporen, waardoor het verkeer kon worden hervat voordat deze volledig was herbouwd.